# Gilda
Gilda är en amerikansk film noir från 1946 i regi av Charles Vidor. Titelrollen, som den ultimata femme fatalen, spelas av Rita Hayworth. Filmen berömdes för filmfotografen Rudolph Matés fotografi, kostymören Jean Louis kreationer för Hayworth (särskilt hennes dansnummer) och koreografen Jack Coles iscensättning av "Put the Blame on Mame" och "Amado Mio" (som sjungs av Anita Ellis). År 2013 valdes filmen ut till att bevaras i USA:s National Film Registry av USA:s kongressbibliotek, då den anses vara "kulturellt, historiskt eller estetiskt viktig".

## Handling
Johnny Farrell, en amerikansk småspelare som anländer till Buenos Aires, är filmens berättare. Efter att ha vunnit en stor summa pengar, då han fuskat i craps, räddas han från ett rånförsök av en främling, Ballin Mundson. Mundson berättar för honom om ett olagligt högklassigt kasino, men varnar honom för att utöva sina färdigheter där. Farrell ignorerar dock hans råd, fuskar i Black Jack, och tas då om hand av två män som för bort honom för att träffa kasinots ägare, vilken visar sig vara Mundson. Farrell övertalar Mundson om att anställa honom och vinner snabbt hans förtroende. 
En dag återvänder Mundson från en resa med sin vackra och livfulla nya hustru, Gilda. Det är uppenbart att Johnny och Gilda har en gemensam historia, även om båda förnekar det när Mundson frågar dem. Johnny besöker Gilda i sovrummet hon delar med sin make, och de två möts i en explosiv konfrontation som belyser både deras förflutna kärleksrelation, som slutade illa, och deras dynamiska hatkärlek. Även om det är oklart hur mycket Mundson känner till Gildas och Johnnys tidigare relation, verkar han sväva i total okunskap då han tilldelar Farrell uppdraget att hålla ett öga på Gilda. 
Johnny och Gilda förtärs båda av sitt hat gentemot varandra och Gilda omger sig med olika män dygnets alla timmar, i alltmer uppenbara försök att göra Johnny rasande. Hon når framgång med sitt agerande; Johnny blir alltmer kränkande och hätsk i sin hantering av henne. Insatserna och trycket blir bara högre och högre; snart smäller det på flera nivåer.

## Rollista i urval
- Rita Hayworth – Gilda Mundson Farrell
- Glenn Ford – Johnny Farrell / berättare
- George Macready – Ballin Mundson
- Joseph Calleia – Maurice Obregon
- Steven Geray – onkel Pio
- Joe Sawyer – Casey
- Gerald Mohr – kapten Delgado
- Mark Roberts – Gabe Evans
- Ludwig Donath – tysk
- Don Douglas – Thomas Langford
- Lionel Royce – tysk
- George J. Lewis – Huerta

## Produktion och distribution
Filmen spelades in mellan den 4 september och den 10 december 1945. Gildas svarta axelbandslösa satinklänning designades av Jean Louis.
Gilda visades på Filmfestivalen i Cannes 1946, första året festivalen arrangerades.

## Musik i filmen i urval
- "Amado Mio", av Allan Roberts och Doris Fisher, sjungs av Rita Hayworth (dubbad av Anita Ellis)
- "Put the Blame on Mame", av Allan Roberts och Doris Fisher, sjungs av Rita Hayworth (dubbad av Anita Ellis)

## Galleri

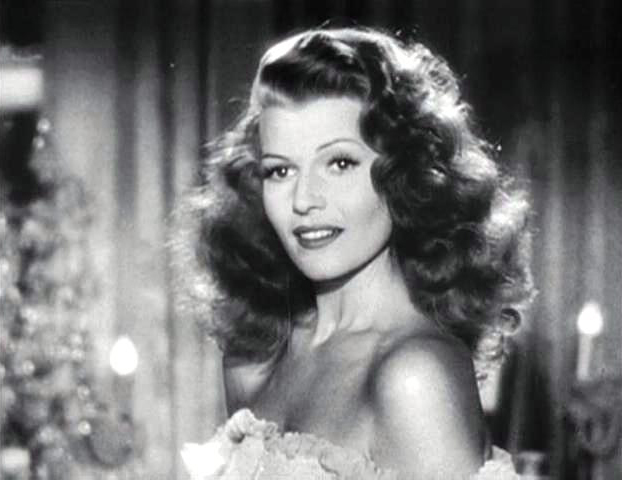
Rita Hayworth i rollen som Gilda.
- Trailer för Gilda.